# Duncan Dhu

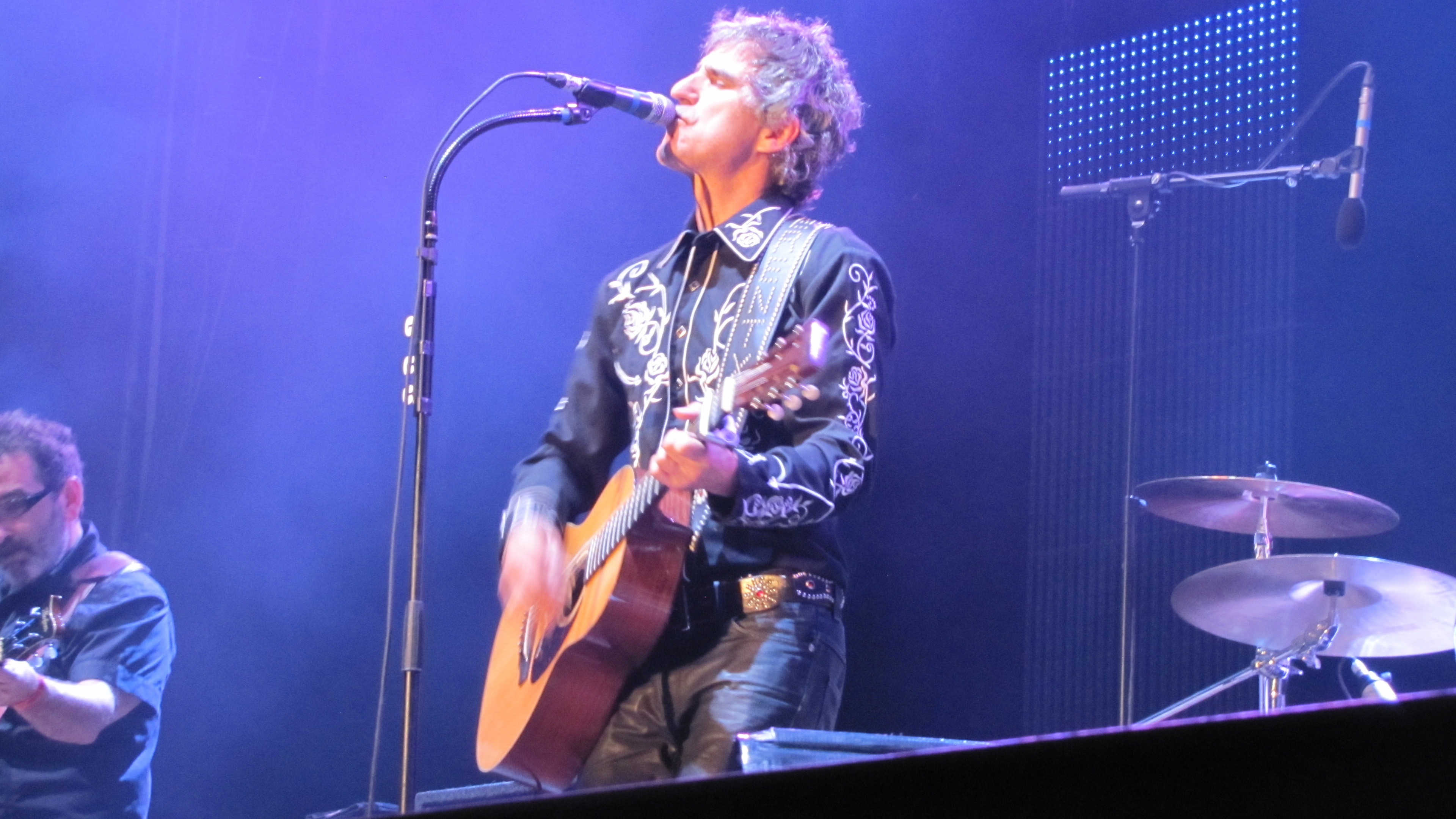
Retrato de Mikel Erentxun, vocalista de Duncan Dhu, durante concerto no Festival Sonorama 2014

Duncan Dhu foi um grupo musical espanhol originário de San Sebastián, no País Basco, formado em 4 de agosto de 1984, após a fusão dos principais integrantes dos grupos Aristogatos e Los Dalton. Seus integrantes originais foram Mikel Erentxun (então vocalista do grupo Aristogatos), Diego Vasallo (vocalista e baixista do grupo Los Dalton) e Juan Ramón Viles (guitarrista e baterista do grupo Los Dalton).
O nome do grupo faz referência a um personagem de Raptado, uma novela de 1886 de Robert Louis Stevenson. Nela, Duncan Dhu era o chefe de um clã escocês que fascinava a Erentxun naqueles anos.
Gravaram ao longo das décadas de 80 e 90 vários álbuns que venderam milhares de cópias. O álbum El grito del tiempo vendeu mais de 375.000 cópias.

## Discografia
- Por tierras escocesas (1985).
- Canciones (1986).
- El grito del tiempo (1987).
- Grabaciones olvidadas (1989).
- Autobiografía (1989).
- Supernova (1991).
- Piedras (1994).
- Teatro Victoria Eugenia (1995).
- Colección 1985-1998 (1998).
- Crepúsculo (2001).